# Colletes kincaidii
Colletes kincaidii là một loài Hymenoptera trong họ Colletidae. Loài này được Cockerell mô tả khoa học năm 1898.